# Люсі Скор
Люсі Скор (англ. Lucy Score, нар. 30 січня 1980) — американська письменниця яка, здобула значну кількість прихильників завдяки своєму досвіду створення романтичних комедій і сучасних любовних романів.

## Життєпис
Люсі народилася 30 січня 1980 року. Її батько благав її матір не починати пологів у «найхолоднішу ніч року», і саме тоді Люсі вирішила з'явитися.
У 13 років вона вкрала свій перший любовний роман із книжкової полиці матері й захопилася літературою.
Люсі страждала на своєму шляху в школі, поєднуючи сором'язливість і мелодраму. Математика була прокляттям її існування, тоді як письменництво та уроки мистецтва підтримували її середній бал. Під впливом фільму «Лоїс і Кларк: Нові пригоди Супермена», від природи допитлива Люсі, вивчала журналістику в коледжі, щоб зрозуміти, що їй не подобається жорсткість, яку вимагають «лише факти».
Замість того, щоб піти по стопах Лоїс Лейн, Люсі обтяжила себе роботою коректора. Це була перша з багатьох професій для дорослих, які дозволили її посередності як працівника по-справжньому сяяти. Вона продовжувала втікати у світ любовних романів при кожній нагоді.[ангажоване джерело]

## Творчість
Десь у 2012 році вона прочитала «П'ятдесят відтінків» Е. Л. Джеймс та ідея написати любовний роман стали фантазією, за яку вона трималася, намагаючись не бути звільненою з роботи в місцевій газеті. Того дня, коли її звільнили (принаймні третину решти персоналу, і технічно — це не її провина), вона вирішила скористатися нагодою безробіття, щоб спробувати написати повість.
Це виявилося набагато складніше, ніж вона думала. На написання книги на 35 000 слів у неї пішов цілий рік, протягом якого вона також працювала позаштатним журналістом, оскільки їй досі потрібно було їсти та оплачувати медичне страхування. Після публікації, повість розійшлася неймовірним тиражем у 35 примірників, переважно друзям і родині.
Саме під час роботи в маркетингу вона отримала електронний лист, який відродив мрію. Двоє незалежних авторів, які заснували власну видавничу компанію, випадково натрапили на повість Люсі (коли брат Люсі поділився посиланням на неї на онлайн-форумі) і визнали її «непоганою». Вони запропонували перевидати її для неї, якщо вона перетворить це на повнометражний роман.
В березні 2015 року було опубліковано «Кохання під прикриттям».
Наступного ранку її друга книга була представлена на Amazon і — завдяки вдачі, часу та рекламному бюджету — за кілька днів потрапила на перше місце в Amazon Kindle Store.
У наступному році вона написала ще три книги, перш ніж вирішила офіційно стати незалежною авторкою.
У 2020 році Люсі повернулася на місце № 1 у магазині Amazon Kindle зі своєю книгою By a Thread.

## Художня література
- «Pretend You're Mine» («Вдавай, що ти моя») — історія про солдата, який повертається додому.
- «The Worst Best Man» («Найгірший із кращих») — розповідь про кохання, яке зароджується в найнесподіваніших обставинах.
- «Rock Bottom Girl» («Дівчина з дна») — історія про повернення додому і знаходження себе та свого справжнього кохання.
- «Mr. Fixer Upper» («Містер Виправляю-Все») — роман про кохання, яке з'являється там, де його ніхто не чекає.[14]

## Інтерв'ю
https://www.washingtonpost.com/books/2023/09/15/things-we-left-behind-lucy-score/